# 桂文吾
桂 文吾（かつら ぶんご）は、落語の名跡。当代は六代目。

結三柏は、桂文枝一門の定紋である。

- 初代桂文吾 - 後∶桂花玉
- 二代目桂文吾 - 後∶初代林家延玉
- 三代目桂文吾 - 後∶二代目林家延玉

## 4代目
4代目 桂 文吾（1865年3月 - 1915年9月17日）は、本名: 鈴永幸次郎（鈴木孝次郎、幸吉など諸説あり）。享年51。出囃子は「本調子のっと」。
2代目笑福亭福圓の説によれば、元は酒屋の丁稚だったという。1883年に立川八百蔵の門下で立川八百壽。1884年ころに桂錦枝の門下で錦治。1885年ころに3代目の門下で3代目桂小文吾。1886年ころに3代目林家木鶴（2代目桂文三）の門下で木松、1887年ころに三鶴、1888年ころに再度小文吾。1894年ころに3代目桂藤兵衛の門下で桂藤枝、1899年ころに藤茂栄を経て、1902年ころ、3代目桂文三門下で4代目文吾を襲名。
主に京都の寄席で真打として活躍。『鹿鍋』『お文さん』『後家ごろし』『市助酒』などを得意とし、晩年は『らくだ』が売り物だった。俗受けはしなかったが、噺は絶品で、真の名人であったという。東京の3代目柳家小さんも4代目文吾の崇拝者で、1910年には東京人形町末広に招いて『睨み返し』『らくだ』を交互で演じたり、『らくだ』を口伝されている。
小さんが法善寺の金沢席に招かれた時、噺が終わって小さん目当ての客が多く帰ってしまっても、次の出演の文吾は、五分ほど出囃子を演奏させた後、泰然として高座に上がり「今、お立ちになったお客は、東京から来られた小さんを聴きにこられました。残りの方々は文吾のをもう一つ聴いてやろうとの思し召し、ありがたいことで、しかし、前が寂しいのでどうぞお詰め下さい。」と前口上を振って客を前に集めてじっくりと噺を演じ、小さんを感心させた。
若い時から大酒飲みだったが、酒で酔わず酢に唐辛子を入れて呑んだり、つまみ以外の食事はほとんど取らなかったため、遂には塩ゆで豌豆を「文吾豆」と呼ぶようになったりと、酒にまつわるさまざまな話が伝わっている。またごつごつした強張った顔が仁王像に似ていた。それ目当てに寄席に来る客もいた。晩年はアルコール依存症となり、京都・笑福亭で『外科本道』の口演途中に発狂したという。
なお、この発狂説は今では半ば事実と見なされており、よく引用されるが、元々は雑誌『上方はなし』に中濱靜圃（4代目桂米團治のペンネーム）が書いたエッセイが根拠になっているが、一方では、この話を伝える当時の新聞には、『変わり者の文吾だから、それ位の事はやりかねない』と言う趣旨の記述もあり、本当にある夜の高座で突然発狂したのかどうか、断言は出来ない。確かなのは、この前後が最後の高座となり、酒毒のために高座を勤められなくなった、ということである。
後には壊疽のため足首を切断し、京都市中京区六角裏寺町下ルにあった西念寺（現在は西京区に移転し、跡地はボウリング場になっている）境内で侘び住まいをしていた。死去の際、家には酒樽の他は何もなかったという、正に『らくだ』の噺を地で行くような最後であった。
葬儀委員長は2代目林家染丸が勤めたが、金銭が全くなかったため、読経の代わりに出囃子の「のっと」を木魚で叩いたり、香典返しとして追善落語会の切符を配るなどして、何とか無事に果たしたという。
法名: 仁王齋桂山文吾居士。墓は京都市西京区御陵大枝山町の西念寺にあり、寺の移転と共に移されたものである。この墓は反対派太夫元の岡田政太郎と初代桂ざこばによって建立されたものである。
2014年9月17日には没後百回忌を迎え、奉納落語会が西念寺で行われ、6代目桂小文吾（現：6代目桂文吾）らが出演した。

## 5代目
五代目 桂 文吾（1896年12月30日 - 1971年頃）は、本名: 富士村彦次郎。七代目桂文治門下の桂團輔の実子で新内の美住太夫は伯父（團輔の実兄）。
兵庫の生まれ、子役からの噺家で、初め初代笑福亭福松の門下で笑福亭小福松。次に1904年10月に三代目桂文枝の門下で三代目桂小文と改名。この頃は芝居噺、手踊りなどを高座に掛けていた。後に上京し、芝にあった「惠智十(えちじゅう)」という寄席（1935年に閉館）の養子となり、一時桂小文枝を許可なく襲名（代外）。1938年12月に桂華緑（かろく）と改名。日本芸術協会（現：落語芸術協会）に所属して活動した。
寄席の経営に失敗し、戦後は帰阪。1948年頃に2代目桂文我を襲名。後、更に京都へ居を移し、1950年頃に5代目文吾を名乗る。ただし、いずれの場合も、襲名披露のようなことはしていない。
4代目文吾ゆかりの西念寺で「文吾の会」を昭和30年代末（1963年ごろ）まで続けていたが、人気は全くなく、客は2人切り、出演者と下座の三味線を入れると演者側のほうが多いということがあったほどの有様だった。生活は貧しく、寂しい晩年であった。上方落語協会が結成された時点では、文我なり、文吾なりと言う大きな名前を名乗る現役だったのだから、当然参加していて良いはずだが、参加していない。昭和40年代半ばころに死去。
得意ネタは『袈裟茶屋』『花の都』『付きの馬』などがあった。
また、事情は分からないが、中国のことに詳しく、戦前の中国の芝居を取り入れた「支那芝居」と言う新作噺を作り、これは当代桂文我の襲名に合わせて出版された『桂文我』に収録されていて、今でも読むことが出来る。他にも『都々逸坊扇歌』の新作があった。
弟子には6代目桂文吾、孫弟子には7代目桂小文吾がいる。
後妻は2代目笑福亭福松の娘だったといい、5代目文吾の次に3代目福松を襲名する予定があった。しかし、文我、文吾、福松と、大名跡を次々と襲名する裏には、集金目的の興行を打つ意図があったとされる。これを憤った2代目文の家かしくが、高齢にも係わらず3代目福松を先に襲名し、大切な師匠の名跡を守ったのだという。（桂米朝の説。）

## 6代目（当代）
六代目 桂文吾（1937年7月24日 - ）は、本名∶寺田 成行。京都府京都市出身、鳥取県米子市在住。出囃子は『本調子のっと』。

### 経歴
子供の時にラジオから流れてくる落語に興味を持ち、落語の創作も行っていた。
12歳の時、二代目文の家かしくに入門するが、父の反対により3か月で挫折。14歳の時、五代目桂文吾に再入門、六代目桂小文吾を名乗り、少年落語家として宝塚落語会、三越落語会、京都の小屋などの高座に上がっていた。
1956年、19歳の時に宝塚新芸座に役者として参加。1964年に引退し、新芸座時代の知人の縁で1965年に鳥取県米子市にある皆生温泉ヘルスランドに就職。演芸部として約15年間店内の舞台に上がり、後に支配人として1984年の閉店まで在籍。その後も同店を運営していた皆生温泉観光開発株式会社で定年後の2000年まで勤務する。
1995年より三代目桂米朝の励ましを受け落語家の活動を仕事の傍ら再開。退職後の2001年に正式に復帰した。戦後間もなくの京都落語界で修業を積んだこともあり、現在の上方ではあまり高座に掛からない貴重なネタを多く引き継いでいる。
居住する鳥取県米子市を中心に、現在は地元のテレビ局への出演、落語会の開催、米子市児童文化センターにて子供向け落語教室の開講、NPO法人ひまわり倶楽部の理事、2017年に立ち上げたシニア劇団「笑劇座」の主宰など、さまざまな活動をしている。
2009年9月29日、「枝三郎百席 ～幻の噺家小文吾を迎えて～」において天満天神繁昌亭に初めて登場、「二日酔い」を披露し、若々しい高座姿を見せた。その後も繁昌亭には幾度とゲスト出演している。
2021年9月より、芸歴70周年を機に、師匠の名跡である六代目桂文吾を襲名。
2021年8月に三代目笑福亭仁鶴が死去してからは上方落語界最年長となっている。
2022年6月25日に米子コンベンションセンター多目的ホールにて文吾襲名披露公演を開催。ゲストには六代目桂文枝、四代目桂小文枝、四代目桂春団治などが出演した。公演の最後に、弟子の桂吾空も師匠が名乗っていた桂小文吾を七代目として襲名することが発表された。

### 人物
主な創作落語に、地元の昔話を取り入れた『日野川の河童取り』などがある。
文吾襲名を控えた2021年からは四代目作の「らくだ」にも取り組んでいる。
入門の経緯などは、瀧口雅仁の著書『噺家根問』（ISBN 978-4779112973）に詳しく書かれている。

### 芸歴
- 1948年 - 二代目文の家かしくに入門。
- 廃業。
- 1950年 - 五代目桂文吾に再入門。
- 1956年 - 宝塚新芸座に役者として参加。
- 1964年 - 再廃業、就職。
- 1995年 - 落語家活動を再開。
- 2001年 - 再度落語家に正式に復帰。
- 2021年9月 - 「六代目桂文吾」を襲名。

### 弟子
- 七代目桂小文吾 - 立川談幸門下から移籍